# Јозеф Чапкович
Јозеф Чапкович (чеш. Jozef Čapkovič; Братислава, 11. јануар 1948) је бивши чехословачки фудбалер словачке националности. Освајач је златне медаље на Европском првенству у фудбалу 1976. у Београду са репрезентацијом Чехословачке. Његов брат близанац Јан Чапкович је такође био фудбалер и репрезентативац Чехословачке.
Каријеру је започео у Црвеној звезди из Братиславе, а од 1968. заједно са братом игра у Словану из Братиславе. Са Слованом из Братиславе је освојио Куп побједника купова 1968/1969 као и три првенства Чехословачке 1970, 1974. и 1975. Куп Чехословачке освојио је 1974. Одиграо је 268 првенствених утакмица и постигао 22 гола. У вријеме док је играо био је један од најбржих играча. Могао је да истрчи 100 метара за 10,8 секунди, а његов брат Јан за 11 секунди.
За репрезентацију је први пут наступио 25. септембра 1974. године у пријатељској утакмици са Источном Њемачком. Са репрезентацијом је освојио Европско првенство у фудбалу 1976. у Београду. Посљедњу утакмицу одиграо је 21. септембра 1977. против Шкотске. Укупно је одиграо 16 утакмица у националном тиму и није постигао ниједан гол.

## Чехословачка лига
| Сезона                                 | Наступа | Голова | Клуб                 |
| -------------------------------------- | ------- | ------ | -------------------- |
| 1. чехословачка фудбалска лига 1967/68 | 16      | 3      | ФК Слован Братислава |
| 1. чехословачка фудбалска лига 1968/69 | 22      | 4      | ФК Слован Братислава |
| 1. чехословачка фудбалска лига 1969/70 | 29      | 0      | ФК Слован Братислава |
| 1. чехословачка фудбалска лига 1970/71 | 29      | 2      | ФК Слован Братислава |
| 1. чехословачка фудбалска лига 1971/72 | 29      | 6      | ФК Слован Братислава |
| 1. чехословачка фудбалска лига 1972/73 | 28      | 1      | ФК Слован Братислава |
| 1. чехословачка фудбалска лига 1973/74 | 27      | 1      | ФК Слован Братислава |
| 1. чехословачка фудбалска лига 1974/75 | 25      | 4      | ФК Слован Братислава |
| 1. чехословачка фудбалска лига 1975/76 | 23      | 0      | ФК Слован Братислава |
| 1. чехословачка фудбалска лига 1976/77 | 22      | 1      | ФК Слован Братислава |
| 1. чехословачка фудбалска лига 1977/78 | 3       | 0      | ФК Дукла Праг        |
| 1. чехословачка фудбалска лига 1977/78 | 6       | 0      | ФК Слован Братислава |
| 1. чехословачка фудбалска лига 1978/79 | 10      | 0      | ФК Слован Братислава |
| УКУПНО                                 | 268     | 22     |                      |